# Mount Pearl-Nord
Circonscription électorale provinciale du Canada
Mount Pearl-Nord (en anglais : Mount Pearl North) est une circonscription électorale provinciale de la Chambre d'assemblée de la province canadienne de Terre-Neuve-et-Labrador.

## Liste des députés
| Mount Pearl-Nord |                   |                           |                |             |
| Député           | Député            | Parti                     | Mandat         | Législature |
|                  | Steve Kent (en)   | Progressiste-conservateur | 2007 - 2011    | 46e         |
|                  | Steve Kent (en)   | Progressiste-conservateur | 2011 - 2015    | 47e         |
|                  | Steve Kent (en)   | Progressiste-conservateur | 2015 - 2017    | 48e         |
|                  | Jim Lester (en)   | Progressiste-conservateur | 2017 - 2019    | 48e         |
|                  | Jim Lester (en)   | Progressiste-conservateur | 2019 - 2021    | 49e         |
|                  | Lucy Stoyles (en) | Libéral                   | 2021 - présent | 50e         |